# Lilioceris yuae
Lilioceris yuae es una especie de insecto coleóptero de la familia Chrysomelidae.
Fue descrita científicamente en 2000 por Long.